# Petrikovce
Petrikovce (bis 1927 slowakisch „Petríkovce“; ungarisch Petrik) ist eine Gemeinde im Osten der Slowakei mit 202 Einwohnern (Stand 31. Dezember 2024), die zum Okres Michalovce, einem Teil des Košický kraj, gehört und in der traditionellen Landschaft Zemplín liegt.

## Geographie
Die Gemeinde befindet sich inmitten der Ostslowakischen Ebene im Ostslowakischen Tiefland, auf einem alten Aggradationsdeich der Ondava. Das Ortszentrum liegt auf einer Höhe von 100 m n.m. und ist 25 Kilometer von Trebišov sowie 29 Kilometer von Michalovce entfernt.
Nachbargemeinden sind Malčice im Westen und Norden, Oborín (Ortsteile Oborín und Kucany) im Osten und Süden und Sirník im Südwesten.

## Geschichte
Petrikovce wurde zum ersten Mal 1411 als Pethryk schriftlich erwähnt. Im Jahr der Ersterwähnung war das Dorf Besitz der Familien Buttkay und Ráskay, später gehörte es verschiedenen Gutsherren. Ab 1774 gehörten die Ortsgüter der Familie Orosz, im 19. Jahrhundert den Familien Szentiványi und Stepán.
1715 gab es 15 verlassene und zwei bewohnte Haushalte. 1787 hatte die Ortschaft 49 Häuser und 395 Einwohner, 1828 zählte man 68 Häuser und 506 Einwohner, die als Landwirte und Viehzüchter tätig waren. Von 1880 bis 1900 wanderten viele Einwohner aus.
Bis 1918/1919 gehörte der im Komitat Semplin liegende Ort zum Königreich Ungarn und kam danach zur Tschechoslowakei beziehungsweise heute Slowakei. Auch nach 1918 verblieb die Bevölkerung bei traditionellen Einnahmequellen.

## Bevölkerung
| Jahr                | 1994 | 2004    | 2014     | 2024     |
| ------------------- | ---- | ------- | -------- | -------- |
| Anzahl der Personen | 214  | 216     | 183      | 202      |
| Unterschied         |      | +0,93 % | −15,27 % | +10,38 % |

| Jahr                | 2023 | 2024    |
| ------------------- | ---- | ------- |
| Anzahl der Personen | 203  | 202     |
| Unterschied         |      | −0,49 % |

Nach der Volkszählung 2011 wohnten in Petrikovce 188 Einwohner, davon 182 Slowaken, drei Magyaren sowie jeweils ein Russine und Tscheche. Ein Einwohner machte keine Angabe zur Ethnie.
88 Einwohner bekannten sich zur römisch-katholischen Kirche, 65 Einwohner zur griechisch-katholischen Kirche und sechs Einwohner zur reformierten Kirche. Zwei Einwohner waren konfessionslos und bei 27 Einwohnern wurde die Konfession nicht ermittelt.

## Bauwerke und Denkmäler
- griechisch-katholische Kirche Heiligstes Herz Jesu im klassizistischen Stil, gegen 1800 als Nachfolger einer Holzkirche aus dem Jahr 1726 erbaut[6]

## Verkehr
Durch Petrikovce passiert die Cesta III. triedy 3762 („Straße 3. Ordnung“) von Malčice (Anschluss an die Cesta II. triedy 554 („Straße 2. Ordnung“)) nach Kucany (Anschluss an die Cesta II. triedy 552). Die nächsten Bahnanschlüsse sind in Vojany und Drahňov an der Bahnstrecke Veľké Kapušany–Bánovce nad Ondavou.